# Sartorita
La sartorita es un mineral de la clase de los minerales sulfuros, y dentro de esta pertenece al llamado “grupo de la sartorita”. Fue descubierta en 1868 cerca de Binn, en el cantón del Valais (Suiza), siendo nombrada así en honor de Wolfgang Sartorius von Waltershausen, mineralogista alemán. Un sinónimo poco usado es el de scleroclasa.

## Características químicas
Es un sulfuro de plomo como único catión y con aniones adicionales de arsénico. El grupo de la sartorita en que se encuadra son todos sulfosales del plomo.

## Formación y yacimientos
Aparece en yacimientos hidrotermales de roca dolomita, siendo la sulfosal más común en el yacimiento donde se descubrió.
Suele encontrarse asociado a otros minerales como: tennantita, pirita, dufrénoysita, rathita o rejalgar.

## Usos
Puede ser extraído en las minas como mena del metal de plomo.